# Kostel Nanebevzetí Panny Marie (Pezinok)
Kostel Nanebevzetí Panny Marie v Pezinku byl postaven v 14. století jako trojlodní kostel blahoslavené Panny Marie. V okolí se rozprostíral hřbitov. Z tohoto období se zachovala polygonální kupa křtitelnice a epitaf hraběte Juraje.
V druhé polovině 16. století připadl evangelíkům, protože začalo období reformace, ke kterému se přidala většina Pezinčanů.
Katolíkům se vrátil v roce 1628, přičemž sloužil jako farní kostel až do roku 1674, kdy tento gotický kostel přebrala řehole kapucínů. V období Rákocziho povstání se opět vrátil faře, avšak pro špatnou finanční situaci zůstal opuštěný až do roku 1753. Kostel se příchodem jezuitů do Pezinku stal opět farním a tak je až po dnešní den.
Pohřební kaple palatina Štěpána Illéšházyho byla přistavěna počátkem 17. století. Až v 18. století byla přistavěna věž, ve které dnes můžeme najít 3 zvony. Z tohoto období pochází také dnešní oltářní obraz Nanebevzetí Panny Marie.
Pod kostelem se nacházejí krypty.